# Closterus elongatus
Closterus elongatus är en skalbaggsart som beskrevs av Boppe 1912. Closterus elongatus ingår i släktet Closterus och familjen långhorningar.
Artens utbredningsområde är Madagaskar. Inga underarter finns listade i Catalogue of Life.